# روسودان گوتسیریزده
روسودان گوتسیریزده (گرجی: რუსუდან გოცირიძე؛ زادهٔ ۸ فوریهٔ ۱۹۷۵) کشیش و فعال زنان اهل گرجستان است. او از مخالفان خشونت جنسیتی است و از برابری زنان حمایت کرده و برپا کنندهٔ گفتگوهای مذهبی برای حمایت از اقلیت‌های مذهبی است. گوتسیریزده همچنین یکی از اولین اعضای جامعه مذهبی در گرجستان بود که به‌طور عمومی از حقوق جامعه همجنسگرایان حمایت کرد و در ششمین مجمع سازمان ملل متحد دربارهٔ مسائل مربوط به اقلیت‌های مذهبی در گرجستان سخنرانی کرد. وی برندهٔ جایزه بین‌المللی زنان شجاع است.